# Jack Vance
John Holbrook "Jack" Vance, född 28 augusti 1916 i San Francisco, Kalifornien, död 26 maj 2013 i Oakland, Kalifornien, var en amerikansk fantasy- och science fiction-författare. De flesta av hans arbeten publicerades under namnet Jack Vance, men han har även publicerat elva mysterieberättelser som John Holbrook Vance och tre som Ellery Queen. Andra pseudonymer är Alan Wade, Peter Held, John van Se och Jay Kavanse . 
Jack Vance debuterade 1945. Hans verk har belönats med Nebulapriset och Hugopriset. Av hans stora produktion har bland andra Det sista slottet, Cugels saga, Den döende jorden, Emphyrio, Stygge Ronald, Stjärnfursten, Dödsmaskinen och Språken på Pao givits ut på svenska.

## Utmärkelser
Bland Vances utmärkelser märks:
- Hugopriset år 1963 för The Dragon Masters och 1967 för kortromanen The Last Castle,
- 1966 även Nebulapriset för The Last Castle,
- Jupiterpriset 1975,
- World Fantasy Award 1984 för livslång prestation och 1990 för Lyonesse: Madouc;
- Edgarpriset (mysterieberättelsepris som motsvarar nebulapriset) för den bästa första thrillern 1961, The Man In the Cage.
- 1992 var han hedersgäst vid World Science Fiction Society i Orlando, Florida, och 1997 utnämndes han till en SFWA stormästare.

## Omdöme
Vance var i allmänhet högt skattad bland kollegor och kritiker. Många anser att han överbryggade genregränserna och bör betraktas som en viktig författare också efter konventionell standard. Således har Poul Anderson en gång kallat honom den störste då levande amerikanske författaren "inom" science fiction (inte "av" science fiction). En profil 2009 i New York Times Magazine beskrev Vance som "en av den amerikanska litteraturens mest distinkta och undervärderade röster."